# مستشفى الملك فهد بالمدينة المنورة
مستشفى الملك فهد بالمدينة، هو أحد أهم المستشفيات في منطقة المدينة المنورة، تأسّس سنة 1400هـ وهو تابع لوزارة الصحة. يرأس مجلس إدارتها وزير الصحة السعودي، ويديرها رئيس تنفيذي مباشر، وتقوم المستشفى بتوفير الخدمات الصحية لأهالي المنطقة. ويقع مستشفى الملك فهد في الجزء الشمالي الغربي للمدينة المنورة وعلى بعد ثمانية أكيال عن الحرم النبوي الشريف على طريق خالد بن الوليد (طريق تبوك) وقد اختير هذا الموقع ليكون المستشفى في متناول الجميع بالمنطقة وتم تأسيسه عام 1400 هـ. ويقوم المستشفى بتقديم خدمات طبية ملائمة وعناية صحية كاملة للمرضى، كما يوجد به إدارة متخصصة في تعليم وتدريب طلبة الكليات والمعاهد الصحية. يتكون المستشفى من خمسة أدوار وسعته الاجمالية (500) سرير.